# NGC 5013
NGC 5013 је спирална галаксија у сазвежђу Девица која се налази на NGC листи објеката дубоког неба.
Деклинација објекта је + 3° 11' 58" а ректасцензија 13h 12m 7,3s. Привидна величина (магнитуда) објекта NGC 5013 износи 15,1 а фотографска магнитуда 15,9. NGC 5013 је још познат и под ознакама MCG 1-34-7, CGCG 44-24, PGC 45838.